# Chris Burke (aktor)
Chris Burke (ur. 26 sierpnia 1965 w Point Lookout) – amerykański aktor i piosenkarz z zespołem Downa. Zasłynął rolą Charlesa „Corky’ego” Thatchera w serialu telewizyjnym Dzień za dniem (Life Goes On) emitowanym w latach 1989–1993.

## Życiorys
Jego rodzicami są Marian i Franka Burke. Uczył się w Cardinal Cushing School. W szkole średniej rozwijał swoje zainteresowania aktorskie. Po ukończeniu szkoły średniej przez pewien czas pracował jako windziarz. W 1987 roku wystąpił w filmie Desperate, następnie otrzymał angaż do serialu Dzień za dniem, który stał się przebojem. Występował również gościnnie w serialach Północ-Południe, Dotyk anioła, Ostry dyżur oraz w filmie Uśmiech Mony Lisy.
W 1991 roku wydał autobiografię A Special Kind of Hero.
Był jednym z wokalistów zespołu folkowego Forever Friends. Zespół wydał cztery płyty oraz odbył kilka tras koncertowych po Stanach Zjednoczonych.
Pracował w organizacjach wspierających osoby z zespołem Downa. W latach 1994–2015 był Ambasadorem Dobrej Woli Narodowego Towarzystwa Osób z Zespołem Downa. 